# Clachnacuddin
Clachnacuddin (Clach eller the Lilywhites) er en skotsk fodboldklub, som har hjemmebane i Grant Street Park i Inverness.
| Fodbold | Spire Denne artikel om en fodboldklub er en spire som bør udbygges. Du er velkommen til at hjælpe Wikipedia ved at udvide den. |

57°29′09″N 4°14′16″V / 57.48575°N 4.23789°V